# Extreme Championship Wrestling
Extreme Championship Wrestling (ECW) ist eine ehemalige Wrestling-Promotion, die sich vornehmlich dem Hardcore-Wrestling-Genre verschrieben hatte und offiziell bis 2001 bestand, bis World Wrestling Entertainment sämtliche Rechte (Namen, Logo, TV- und Videomaterial) an der ehemaligen Liga erwarb.
ECW zeichnete sich vor allem durch die Konzentration auf Cruiserweight- und Hardcore-Wrestling aus und sprach mit seinen Storylines eine erwachsene Zielgruppe an, was auch die Entwicklung der marktbeherrschenden, familienfreundlicheren Ligen WWF (heute WWE) und WCW entscheidend prägte.

## Geschichte

### Vorgeschichte

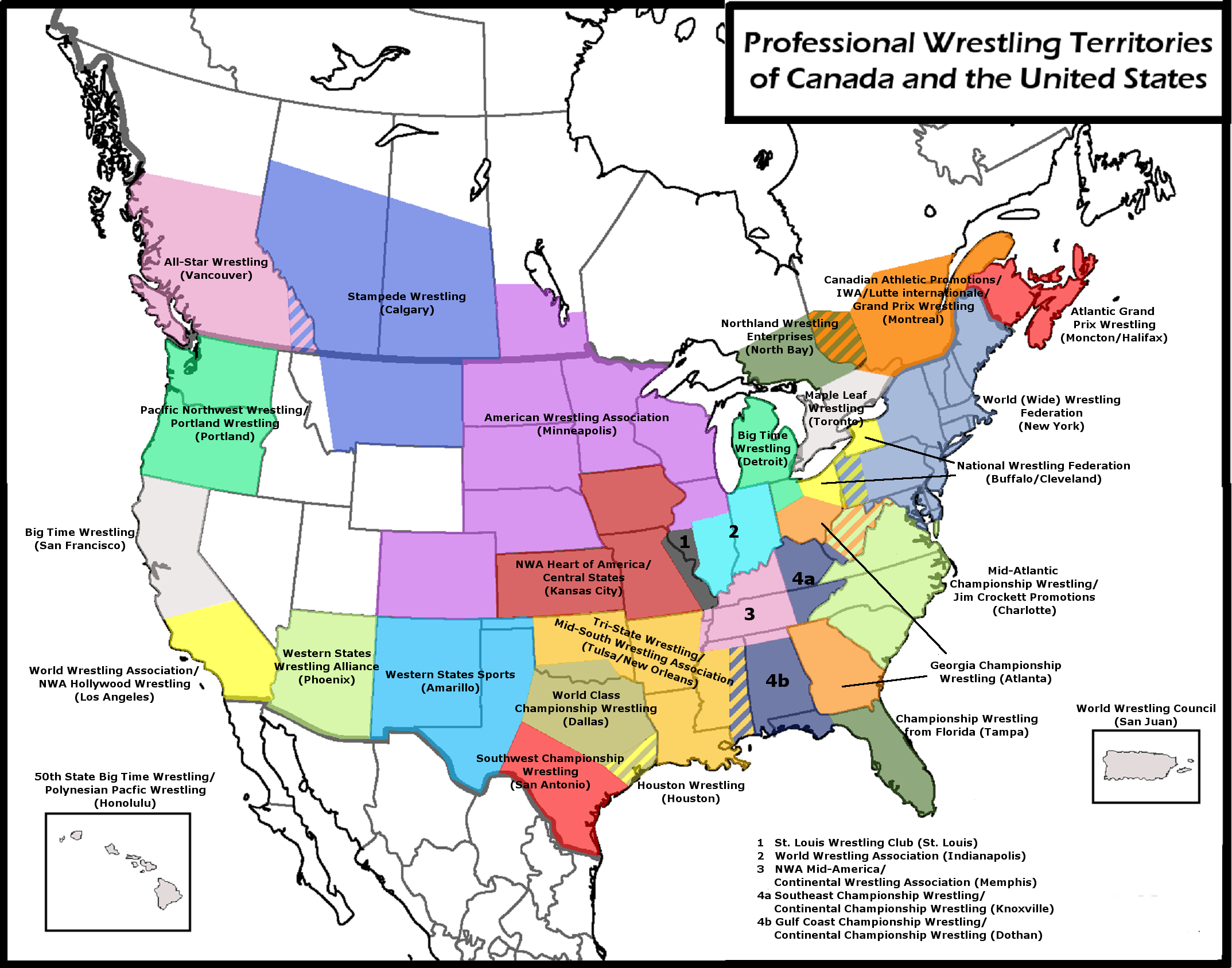
Die ehemaligen Wrestling-Territorien in den USA und Kanada.

Die Geschichte der späteren Wrestling-Promotion ECW begann im Jahr 1989, als Joel Goodhart im Rahmen der National Wrestling Alliance eine eigene Wrestling-Liga gründete, die sich über drei NWA-Territorien (Pennsylvania, Delaware und Maryland) erstreckte. Diese Promotion hatte ihren Sitz, wie ihre Nachfolge-Organisationen, in Philadelphia, Pennsylvania. Der Unternehmer Tod Gordon finanzierte diese neue Promotion, die den Namen NWA Tri-State Wrestling Alliance (TWA) führte.
Die neue Liga machte sich schnell durch ihr unkonventionelles Booking, den für die Fans leicht nachvollziehbaren Storylines und ihren für damalige Wrestlingverhältnisse sehr harten Stil einen Namen. Diese Liga diente vielen späteren Wrestlingstars als Karrieresprungbrett. In der TWA waren unter anderem Eddie Gilbert, Mike Awesome, Cactus Jack, Terry Funk, The Sandman, Chris Benoit und Owen Hart unter Vertrag. Auch verfügte diese Promotion über ein festes TV-Format, das in den drei Bundesstaaten empfangen werden konnte.
1992 verkaufte Goodhart, der sich vom Wrestling zurückgezogen hatte, die Promotion an seinen Partner Tod Gordon.

### NWA Eastern Championship Wrestling (1992–1994)
Gordon wandelte die neu erworbene Promotion zu Eastern Championship Wrestling um und auch diese Liga blieb Mitglied im Dachverband der NWA. Eastern Championship Wrestling fuhr mit seinen TV-Programmen und den damit verbundenen Werbeverträgen einen wesentlichen Teil der NWA-Einnahmen ein.
Am 27. August 1994 veranstaltete NWA Eastern Championship Wrestling in ihrer ECW-Arena in Philadelphia ein Turnier um den vakanten NWA-World-Heavyweight-Championship-Titel. Dieser bildete einen der wichtigsten Wrestling-Titel zu dieser Zeit. Dennis Coralluzzo, der amtierende Präsident der NWA, ließ es sich nicht nehmen, die absolute Kontrolle über das Turnier zu übernehmen, woraufhin Paul Heyman zusammen mit Shane Douglas, der es gewinnen sollte, einen denkwürdigen Angle ausarbeitete. Douglas konnte in diesem Turnier Too Cold Scorpio besiegen und nahm den vakanten NWA-Titel nur deswegen an, um diesen nach einer kurzen Ansprache verächtlich wegzuwerfen. Douglas erklärte, dass ihm der Titel eines NWA-Champions und die Tradition des NWA-Gürtels sowie die Personen, die diesen einst besessen hatten, völlig egal seien und dass sie ihm „den Hintern küssen könnten“. Douglas weiter in seinem Statement: „Ich trage keinen Titel einer Promotion, die schon sieben Jahre oder länger tot ist. Ich selbst erkläre hiermit den ECW-Titel zum Titel eines Weltchampions“. Ende August 1994 verkündete Tod Gordon die Schließung von NWA Eastern Championship Wrestling. Er erklärte, dass die Buchstaben ECW nun mehr für Extreme Championship Wrestling stehen würden und Shane Douglas ECW World Heavyweight Champion, Weltmeister von Extreme Championship Wrestling, sei. Damit war am 1. September 1994 der Austritt der ECW aus dem Dachverband der NWA vollzogen und die Promotion galt nun als drittgrößte Wrestling-Liga der Vereinigten Staaten.

### Extreme Championship Wrestling (1994–2001, 2006–2010)

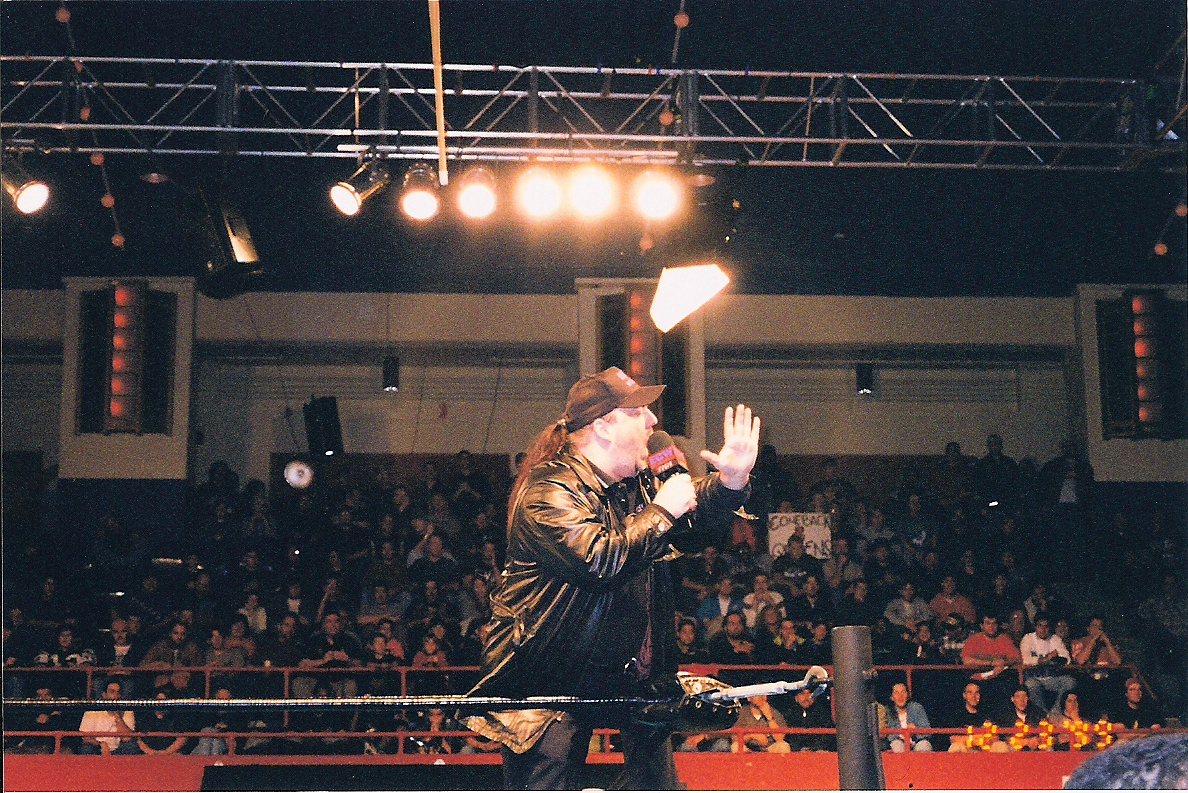
Paul Heyman, der ehemalige Eigentümer von ECW.

Extreme Championship Wrestling entwickelte daraufhin ihren eigenen, zur damaligen Zeit einmaligen und auch eigenwilligen Stil. Sie wurde zur US-Ikone des Hardcore-Wrestlings, bot jedoch gleichzeitig auch Matches, die sich an der mexikanischen Tradition des Lucha Libre orientierten. In der Viking Hall, einem ehemaligen Kaufhaus und späteren Bingohalle in Süd-Philadelphia (in der schon zuvor alle regulären Shows aufgenommen wurden), entstand eine treue Fanbasis, die weniger auf das traditionelle Face-Heel-Schema reagierte, sondern vielmehr die inner- und außerhalb des Rings gebotene Action genoss und auch den als „böse“ dargestellten Wrestlern gebührenden Respekt zollte. Mit zuvor weitgehend unbekannten Leuten wie Tommy Dreamer, The Sandman, Sabu und Taz, aber auch etablierten Wrestlern wie Shane Douglas, Terry Funk und Cactus Jack schuf Booker Paul Heyman eine erfrischende Alternative zu den beiden großen amerikanischen Ligen und grenzte sich bewusst vom Mainstream ab. Wegen der mangelnden landesweiten TV-Präsenz blieb die ECW allerdings zunächst ein Phänomen des Undergrounds und war nur im Osten der USA bekannt.
Die ECW-Promotion wurde während ihres Bestehens fünfmal von den Independent Wrestling Fans (den unabhängigen [keiner Liga nahestehenden] Fans) zur beliebtesten Wrestling-Promotion gewählt; davon vier Mal in Folge zwischen 1995 und 1998 sowie letztmals 2000. Um für den eigenen Nachwuchs zu sorgen, gründete die ECW eine eigene Wrestlingschule namens The House of Extreme – ECW Wrestling School, deren wichtigste Abteilung das Dojo von Team Taz war.
Seit 1995 arbeitete die ECW auch eng mit der japanischen FMW zusammen. Diese Zusammenarbeit wurde auf Rat der Wrestler Sabu und Mike Awesome gestartet. Seit diesem Jahr traten auch offiziell ECW-Wrestler bei dieser Promotion an und die ECW wurde als ein Karrieresprungbrett für FMW-Wrestler in die Vereinigten Staaten benutzt. Bekanntester FMW-Wrestler in den USA war Masato Tanaka. Allerdings hatten die beiden Wrestling-Promotionen schon seit Anfang der 1990er Jahre einen losen (und nicht gerade einen freundschaftlichen) Kontakt, als nämlich der ECW-Wrestler Sabu bei einem angesetzten Tag-Team-Match der ECW fernblieb und stattdessen bei einer Veranstaltung der FMW in Japan antrat. Sabu wurde noch am selben Abend durch Paul Heyman entlassen, sein damaliger Partner Taz musste in einem Handicap-Match antreten, bei dem er sich schwer verletzte.
Seit 1996/97 war ECW-Chef Paul Heyman mit der größten amerikanischen Wrestling-Promotion, der World Wrestling Federation „verbündet“: Beide Ligen hatten verschiedene Verträge geschlossen, die es zum einen der damaligen WWF erlaubte, ihren Nachwuchs aus Reihen der ECW zu holen und zum anderen der ECW erlaubte, in WWF-Sendungen Werbung für sich und ihre Großveranstaltungen zu machen. So tauchten 1997 ECW-Mitglieder in verschiedenen RAW-Sendungen auf und machten dort Werbung für Barely Legal 1997, den ersten ECW-PPV überhaupt. Voraussetzung für diese Verträge war, dass die WWF zum Leidwesen der ECW und ihrer Fans zwei Jahre zuvor (1995) eine King of the Ring-Veranstaltung in Philadelphia abgehalten hatte und dort einige tausend ECW-Fans anwesend waren. Während die WWF-Wrestler bemüht waren, ihre Veranstaltung durch zu bekommen, hallte ihnen in der Halle E-C-Dub entgegen. Als die in der Halle anwesenden ECW-Wrestler, Sandman und Tommy Dreamer, die mit ihren Familien und Freunden in der ersten Reihe saßen und auch noch die ECW-T-Shirts trugen und die WWF-Wrestler real herausforderten, war das Chaos dort perfekt.

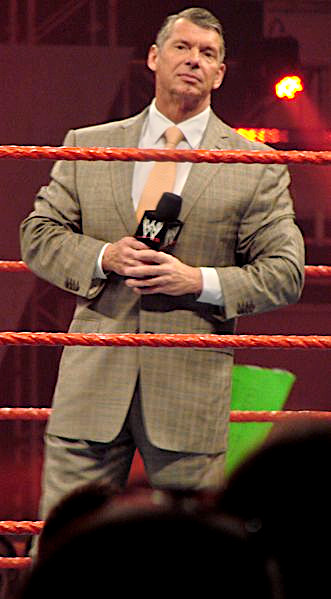
WWE-Chairman Vince McMahon erwarb ECW im Jahr 2001.

Wenig später brach der RAW-Kommentator Jerry Lawler während einer Live-Aufzeichnung eine reale Fehde mit ECW-Chef Heyman vom Zaun und beleidigte ihn und dessen Promotion auf das Gröbste. Heyman rief noch während dieser Sendung Lawler an und nahm die Fehde auf. Heyman betonte in diesem Telefonat, dass die Wrestler der ECW denen der WWF in jeglicher Hinsicht überlegen seien und diese würden jederzeit gegen Wrestler der WWF antreten. Aus dieser realen Fehde zwischen Heyman und Lawler arbeiteten McMahon und Heyman ein lang angelegtes Fehdenprogramm zwischen beiden Ligen aus. So traten nun die Wrestler Sabu und Rob Van Dam bei RAW auf und absolvierten dort tatsächlich Matches gegen WWF-Wrestler. Sabu und Van Dam bildeten schließlich auch das Team WWF innerhalb der ECW. Aber auch Lawler tauchte überraschend in der ECW auf und griff dort, nach einem Match zwischen Raven und Tommy Dreamer, Letzteren an und verletzte diesen bewusst durch einen harten Schlag in dessen Genitalien.
Um aus dem Schattendasein der WCW und WWF herauszukommen, musste man einen landesweiten TV-Vertrag bekommen. Diesen erhielt die ECW auch 1999 bei TNN, jedoch verlief die Zeit nicht zufriedenstellend: Der Sender stellte für die Produktion der wöchentlichen Shows nur ein geringes Budget zur Verfügung, schaltete kaum Werbung ein und zensierte außerdem die Sendungen, was dem Konzept der ECW völlig widersprach. Dennoch schaffte es ECW on TNN stets, die höchsten Einschaltquoten des Senders zu erreichen. In den Augen von Paul Heyman stellte ECW lediglich ein billig zu produzierendes Versuchskaninchen für TNN dar, um zu sehen, ob sich regelmäßige Wrestlingübertragungen des Senders rentieren würden. Dementsprechend verwunderte es auch nicht, dass TNN den Vertrag Ende 2000 fristlos kündigte und stattdessen die Show RAW is War der WWF ins Programm nahm.
Die finanzielle Situation der ECW brach daraufhin zusammen. Durch die Verbindlichkeiten von über 8 Millionen US-Dollar war es unmöglich geworden, weiterhin die Gehälter der Angestellten und Wrestler zu zahlen sowie den Ligabetrieb aufrechtzuerhalten. So zog es immer mehr Wrestler, denen die ECW teilweise mehrere Zehntausend Dollar schuldete, zur WWF. Als Paul Heyman im März 2001 ebenfalls bei der WWF auftauchte und dort die Stelle des gefeuerten Jerry Lawler als Kommentator übernahm, galt das Ende der ECW offiziell als besiegelt. Trotz Heymans Beteuerungen, ständig nach einer Lösung zu suchen (wenngleich er bei den letzten Shows selbst kaum noch anwesend war und Tommy Dreamer den Großteil des Bookings übernahm), schloss die Liga im Juni des Jahres endgültig ihre Pforten. Aufgrund der breiten Fanbasis der ehemaligen ECW startete World Wrestling Entertainment im Jahr 2006 eine dritte Show namens ECW mit eigenem Roster, welche bis zum 14. Februar 2010 Teil des Programms war.

## Charakteristik
Während die rivalisierenden Ligen WCW und WWF auf bereits bekannte Stars und teilweise über mehrere Monate geplante Fehdensegmente setzten und darüber hinaus gutes Micwork verkaufen wollten, stellte die ECW einen kompletten Gegenentwurf dar. In gut gefüllten, jedoch von schummrigem Licht beleuchteten und dem Bier aus Plastikbechern verschmutzten Böden von Mehrzweckhallen lieferten sich Newcomer aus regionalen Promotionen und bereits bewährte Hardcore-Veteranen erbittert gestaltete Matches. Neben Schwergewichtlern wie Bam Bam Bigelow gab es auch Vertreter des Ringens wie Taz, Highflyer wie Sabu, Brawler wie Axl und Ian Rotten oder Ikonen und Pioniere des Hardcore-Wrestlings wie Terry Funk im Roster. Darüber hinaus hatte mit den Dudley Boyz eins der später bekanntesten und erfolgreichsten Tagteams seine Wiege in der ECW. Und auch anspruchsvolle Techniker wie Jerry Lynn und Rob Van Dam erlebten viele Jahre ihrer jeweiligen Hochzeiten in der Promotion aus Philadelphia. Galt es bei den Rivalen, einen möglichst aufwendig gestalteten Schlagabtausch abzuliefern, lag der Fokus bei Extreme Championship Wrestling auf der Demütigung und der puren Zerstörung des jeweiligen Kontrahenten im Rahmen des Kayfabe.
Der Einsatz von Waffen jeglicher Art wie Leitern, Tischen, Stühlen, Kendostöcken, Mülltonnen, Küchenutensilien, Verkehrsschildern oder Einkaufswagen war in den laut ihrer Storyline stets ohne Regeln ablaufenden Matches strikt erwünscht und ermöglichte teils blutige Saalschlachten, die sich auch in die Zuschauerreihen oder den Backstagebereich verlagerten, auch begünstigt durch Blading, wobei der Kern des Kampfes selbst jedoch nie in den Hintergrund trat. Beispiele hierfür wären die Aufeinandertreffen der bereits erwähnten Rivalen Van Dam und Lynn, in denen sich Technik und rohe Brutalität die Waage hielten. Die Kämpfe endeten die meiste Zeit durch Pinfall, Aufgabe oder aufgrund einer realen Verletzung; gerade Letztere traten bei den verschiedensten Akteuren häufiger auf. Besonders erwähnt seien hier zum einen New Jack, der im Jahr 2000 beim PPV Living Dangerously eine schwere Hirnverletzung sowie die Erblindung eines Auges erlitt, nachdem sein Matchpartner Vic Grimes nach einem gemeinsamen Sturz aus viereinhalb Metern Höhe auf dessen Kopf gelandet war. Zum anderen Sabu, der 1997 bei Born to be Wired in einem Stacheldraht-Match gegen Terry Funk im Stacheldraht hängen blieb, und sich den Bizeps aufriss; nach der „Eigen-Versorgung“ mit Panzerband führte Sabu das Match jedoch weiter. Innerhalb ihrer Attitude Era nahm auch die damalige WWF prägnante Elemente des Hardcore-Wrestlings, die bei ECW längst Standard waren, in ihr Programm auf. Allgemein waren sowohl New Jack wegen seiner teilweise sogar ins Reale abdriftende Brutalität als auch Sabu für seine Sucht nach immer waghalsigeren, selbst verletzenden Manövern Aushängeschilder der Promotion neben dem „Urgestein“ Tommy Dreamer oder „Mr Monday Night“ Rob Van Dam.
Analog zu den Wettbewerbern standen auch vereinzelt Frauen unter Vertrag, die jedoch hauptsächlich als Managerinnen, teilweise bedingt durch reale Beziehungen zu den jeweiligen Männern, aktiv waren. Charaktere wie Beulah McGillicutty, Missy Hyatt oder Woman traten im Stil von schrill und lasziv gekleideten Showgirls oder sogar Prostituierten auf und leisteten so ihren Beitrag zum rohen Image der ECW. Vereinzelt kam es auch zu kurzen Raufereien zwischen den Damen, die als Catfights bezeichnet wurden. Tommy Dreamers Ringbegleiterin (McGillicutty) selbst stieg aber auch diverse Male gegen den beim Publikum sehr unbeliebten Bill Alfonso (Ringbegleitung von Sabu, Rob Van Dam und Taz) in den Ring.

## Auswahl ehemaliger Angestellter
| Ringname                 | Bürgerlicher Name                | Zeit bei ECW               | Anmerkung              |
| ------------------------ | -------------------------------- | -------------------------- | ---------------------- |
| Chris Benoit             | Christopher Michael Benoit †     | 1994–1998                  |                        |
| Bam Bam Bigelow          | Scott Charles Bigelow †          | 1994–1998                  |                        |
| Joey Styles              | Joseph Carmine Bonsignore        | 1993–2001                  | Chefkommentator        |
| Sabu                     | Terry Michael Brunk              | 1993–2000                  |                        |
| Steve Corino             | Steven Eugen Corino              | 1998–2001                  |                        |
| Johnny Grunge            | Michael Durham †                 | 1993–1996                  |                        |
| Sid Vicious              | Sidney Ray Eudy †                | 1991, 1999                 | einzelne Gastauftritte |
| Lance Storm              | Lance Timothy Evers              | 1997–2000                  |                        |
| Hayabusa                 | Eiji Ezaki †                     | 1998                       | einzelne Gastauftritte |
| Cactus Jack              | Michael Francis Foley, sr.       | 1994–1996                  |                        |
| The Sandman              | James Fullington III             | 1992–1998, 1999–2001       |                        |
| Terry Funk               | Terrance Funk                    | 1993–1994, 1995, 1996–1997 |                        |
| Rhyno                    | Terrance Guido „Terry“ Gerin     | 1999–2001                  |                        |
| Paul Heyman              | Paul Heyman                      | 1993–2001                  | Inhaber, Manager       |
| Eddie Guerrero           | Eduardo Gory Guerrero Llanes †   | 1995–1996                  |                        |
| Rey Mysterio             | Óscar González Gutiérrez Rubio   | 1995–1997                  |                        |
| Scott Hall               | Scott Oliver Hall †              | 2000                       | einzelne Gastauftritte |
| Juventud Guerrera        | Eduardo Aníbal González          | 1995–1996                  |                        |
| D-Von Dudley             | Devon Hughes                     | 1996–1999                  |                        |
| Chris Jericho            | Christopher Keith Irvine         | 1996–1998                  |                        |
| Marty Jannetty           | Fredrick Martin „Marty“ Jannetty | 1995                       |                        |
| Axl Rotten               | Brian Knighton †                 | 1993–1999                  |                        |
| Tommy Dreamer            | Thomas Laughlin                  | 1992–2001                  |                        |
| Beulah McGillicutty      | Trisa Laughlin                   | 1995–1998                  | Managerin              |
| Raven                    | Scott Anthony Levy               | 1995–1997, 1999–2000       |                        |
| Bubba Ray Dudley         | Mark LoMonaco                    | 1995–1999                  |                        |
| Jerry Lynn               | Jeremy „Jerry“ Lynn              | 1997–2001                  |                        |
| Stevie Richards          | Michael Manna                    | 1992, 1994–1997            |                        |
| Jim Neidhart             | James Henry Neidhart †           | 1992, 1993, 1995           | einzelne Gastauftritte |
| Justin Credible          | Peter Joseph Polaco              | 1997–2001                  |                        |
| Perry Saturn             | Perry Arthur Satullo             | 1995–1997                  |                        |
| Taz                      | Peter Senerchia                  | 1993–1999, 2000            |                        |
| Bill Alfonso             | William Matthew „Bill“ Sierra    | 1995–2001                  | Manager, Ringrichter   |
| Tammy Lynn „Sunny“ Sytch | Tamara „Tammy“ Lynn Sytch        | 1998–1999                  | Managerin              |
| Rob Van Dam              | Robert Alexander Szatkowski      | 1996–2001                  |                        |
| Tajiri                   | Yoshihiro Tajiri                 | 1998–2001                  |                        |
| New Jack                 | Jerome Young †                   | 1998–2001                  |                        |

## Titel
- 1992–2010: ECW World Heavyweight Championship[4]
- 1992–2001: ECW World Television Championship[5]
- 1992–2001: ECW World Tag Team Championship[6]
- 1993: ECW Pennsylvania Championship
- 1993–1994: ECW Maryland Championship
- 1998–1999: FTW Heavyweight Championship (unsanktioniert)